# Surville, Eure
 Surville  là một xã thuộc tỉnh Eure trong vùng Normandie miền bắc nước Pháp.